# Jaden Brown
Jaden Wavey Brown (* 24. Januar 1999 in London) ist ein englischer Fußballspieler, der zuletzt beim FC St. Mirren in der Scottish Premiership unter Vertrag stand.

## Karriere

### Verein
Jaden Brown begann seine Karriere in seiner Geburtsstadt London bei den Tottenham Hotspur aus dem Stadtteil Haringey. Ab dem Jahr 2016 spielte er vorwiegend in der U23-Mannschaft der „Spurs“ in der Premier League 2. Im Januar 2019 wechselte Brown ablösefrei zu Huddersfield Town in die Premier League. Er wurde kurz darauf für den Rest der Saison 2018/19 an den englischen Viertligisten Exeter City verliehen. Dort stand er sechsmal im Spieltagskader, kam jedoch zu keinem Ligaeinsatz. Nach seiner Rückkehr nach Huddersfield war der Verein in die zweite Liga abgestiegen. Am 24. August 2019 gab Brown sein Debüt für Huddersfield in der EFL Championship gegen den FC Reading bei einer 0:2-Niederlage. Bis zum Ende der Saison 2019/20 kam er auf insgesamt 15 Ligaspiele. Er verließ Huddersfield Town zum Ende der Saison 2020/21, in der er auf 13 Spiele kam, nachdem sein Vertrag nicht verlängert wurde.
Im Juli 2021 wechselte Brown zum Drittligisten Sheffield Wednesday, der zuvor abgestiegen war. Sein Pflichtspieldebüt gab er am 1. August 2021 gegen Huddersfield Town im EFL Cup. In zwei Spielzeiten absolvierte er 20 Einsätze und stieg 2023 mit der Mannschaft nach den Play-offs in die zweite Liga auf. Sein Vertrag wurde jedoch nicht verlängert.
Er wechselte daraufhin im Juli 2023 mit einem Zweijahresvertrag zu Lincoln City in die dritte Liga. Im Januar 2024 wechselte Brown für den Rest der Saison auf Leihbasis zum FC St. Mirren nach Schottland. Im Juni 2024 kehrte Brown mit einem dauerhaften Transfer nach St. Mirren zurück und unterzeichnete einen Zweijahresvertrag. Im November 2024 wurde Browns Vertrag im gegenseitigen Einvernehmen aufgelöst, zwei Wochen nach seinem Erscheinen vor Gericht wegen Fahrens ohne Fahrerlaubnis.

### Nationalmannschaft
Jaden Brown spielte ab dem Jahr 2014 für verschiedene Juniorennationalmannschaften von England. Sein Debüt gab er in der U16 im April 2014 und nahm mit der Mannschaft am Turnier von Montaigu teil. Als Teil der U17-Nationalmannschaft spielte er bei der Europameisterschaft 2016 in Aserbaidschan und erreichte das Viertelfinale. Im Jahr 2016 und 2017 folgten Einsätze in der U18 und U19.